# Hászdái ibn Sáprut
Hászdái ibn Sáprut (héberül: חסדאי אבן שפרוט), (Jaén, 915 körül – Córdoba, 970/975 körül) középkori hispániai zsidó államférfi, fordító, író.
Córdobában működött III. Abd ar-Rahmán córdobai kalifa tolmácsaként, pénzügyminisztereként és követségek bemutatójaként. Ebből az állásából segítette anyagilag a szúrai gaoniskolát, támogatta a korabeli zsidó tudósokat és költőket. Ő maga arabra fordította Pedaniosz Dioszkoridész művét, egyben írt egy zsidó történelmi munkát.

## Magyar nyelvű fordítások
Ibn Sáprut teljes életműve mindezideig nem rendelkezik magyar nyelvű fordítással. Kisebb szemelvények jelentek meg műveiből:
- Frisch Ármin: Szemelvények a Biblia utáni zsidó irodalomból, Pallas Irodalmi és Nyomdai Rt., Budapest, 1906 (reprint kiadás: Auktor Könyvkiadó, Budapest, 1993, ISBN 963-7780-24-6, 413 p), 329–346. oldal
- Scheiber Sándor: A feliratoktól a felvilágosodásig – Kétezer év zsidó irodalma (Zsidó irodalomtörténeti olvasmányok), Múlt és Jövő Lap- és Könyvkiadó, Budapest, 1997, ISBN 963 85697 4 3, 126–132. o.